# MENA
Pour les articles homonymes, voir Mena.
MENA (en anglais « Middle East and North Africa »), MOAN ou ANMO (équivalents français) sont des acronymes utilisés pour désigner une région du monde comportant le Moyen-Orient, l'Égypte et le Maghreb. Il désigne une grande région, depuis le Maroc au nord-ouest de l'Afrique jusqu'à l'Iran au sud-ouest de l'Asie, qui comprend généralement les pays du Moyen-Orient et de l'Afrique du Nord.
Les pays de la région MENA comportent généralement des similitudes historiques, culturelles et ethniques.
Bien que les pays inclus dans la zone MENA soient généralement considérés comme ceux d'Afrique du Nord et du Moyen-Orient certaines définitions varient et y incluent parfois des pays d'autres régions.
Le MENA comprend plusieurs pays qui possèdent de vastes réserves de pétrole et de gaz naturel essentielles au maintien des activités économiques mondiales. Selon la parution du 1er janvier 2009 du magazine Oil and Gas Journal, les pays du MENA détiennent 60 % des réserves mondiales de pétrole (810,98 milliards de barils) et 45 % des réserves mondiales de gaz naturel (2 868,886 milliers de Gm3). En 2009, huit des douze pays de l'Organisation des pays exportateurs de pétrole (OPEP) font partie du MENA.
Le MENA abrite environ 340 millions d’habitants en 2012, soit 6 % de la population mondiale.

## Définition
- MENA : « Middle East and North Africa », inclut le Moyen-Orient et l'Afrique du Nord.
- ANMO acronyme français pour l’Afrique du Nord et le Moyen-Orient (ANMO)[6]
- MOAN : acronyme français « Moyen Orient et Afrique du Nord ».
- MENAT : le terme MENAT « Middle East, North Africa and Turkey » est également utilisé pour inclure la Turquie dans la liste des pays de la région.
- MOANT : « Moyen-Orient, Afrique du Nord et Turquie », acronyme français de MENAT.

## Liste des pays
Le MENA n'a pas de définition normalisée et la région et ses territoires la constituant sont différents selon les organisations. La liste des pays y appartenant est cependant généralement celle-ci :
- Algérie
- Bahreïn
- Chypre
- Égypte
- Iran
- Irak
- Jordanie
- Koweït
- Liban
- Libye
- Maroc
- Oman
- Palestine
- Qatar
- Arabie saoudite
- Syrie
- Tunisie
- Émirats arabes unis
- Yémen

Les pays suivants sont parfois inclus dans une définition plus large :
- Turquie
- Mauritanie
- Soudan
- Afghanistan
- Pakistan
- Djibouti
- Somalie
- Azerbaïdjan
- Arménie
- Chypre
- Géorgie
- Malte
- Érythrée